# آوری سانتوس
آوری سانتوس (انگلیسی: Uri Santos؛ زادهٔ ۲۹ اکتبر ۱۹۸۶) بازیکن فوتبال اهل اسپانیا است.
از باشگاه‌هایی که در آن بازی کرده‌است می‌توان به باشگاه فوتبال ژیرونا و باشگاه فوتبال راسینگ سانتاندر اشاره کرد.